# Jadwiga Chudziakowa
Jadwiga Chudziakowa (Chudziak) (ur. 25 lutego 1935 w Grudziądzu) – polska archeolog profesor nauk humanistycznych.

## Życiorys
W 1958 otrzymała magisterium na Uniwersytecie Poznańskim, w  1970 doktoryzowała się, pod opieką prof. Kazimierza Żurowskiego, w 1980 habilitowała się. W 2002 uzyskała tytuł profesora nauk humanistycznych.
Pracowała w Instytucie Archeologii na Wydziale Nauk Historycznych Uniwersytetu Mikołaja Kopernika w Toruniu.

## Odznaczenia i wyróżnienia
- Nagroda Rektora I stopnia[2]
- 2006: Medal Komisji Edukacji Narodowej[2]
- 1990: Medal „Zasłużonego Działacza Kultury”[2]
- 1984: Medal 750-lecia miasta Torunia[2]
- 1975: Odznaka „Za opiekę nad zabytkami”[2]